# Grande Coordenador e Governador Provincial

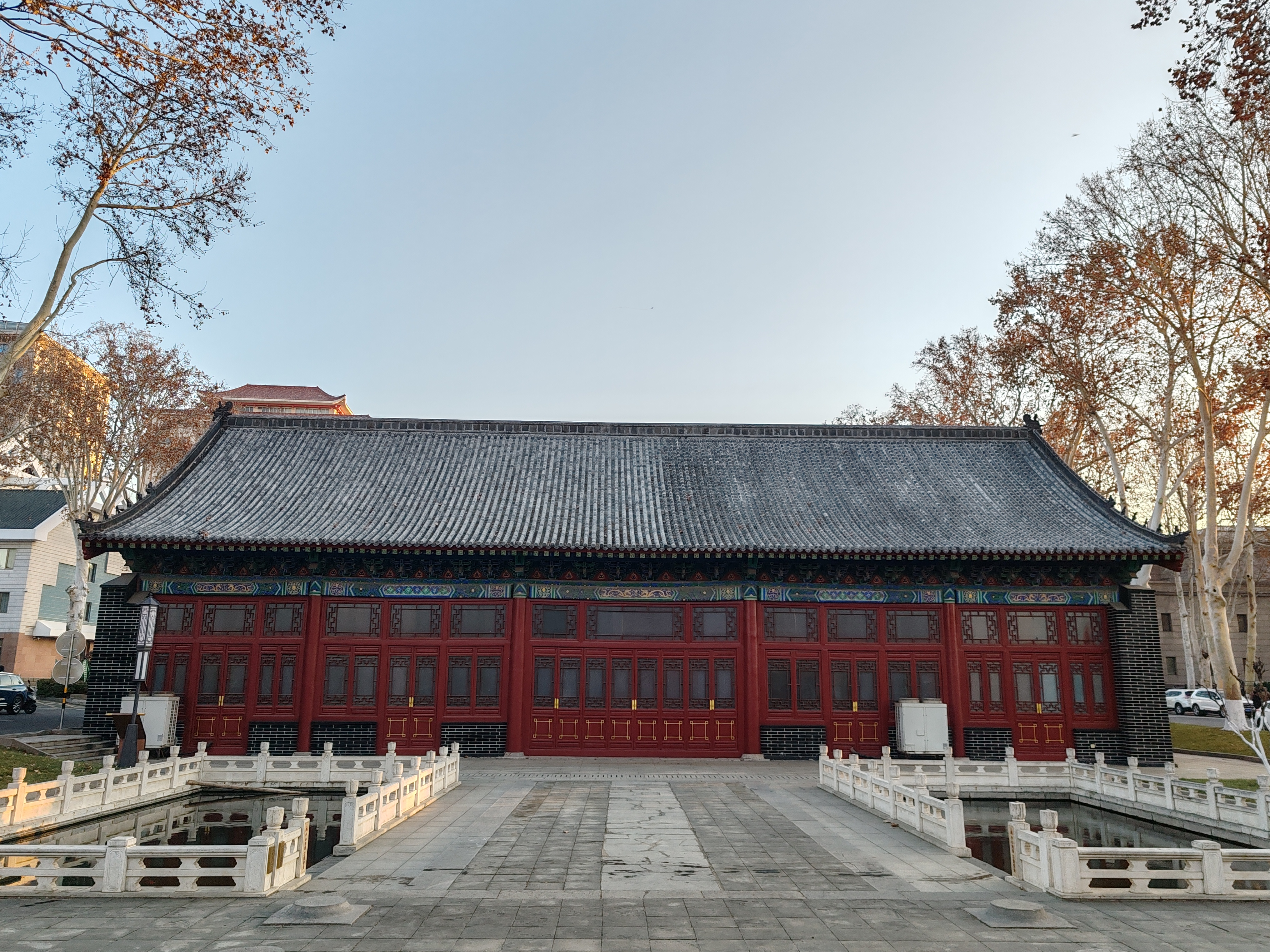
O escritório do antigo Xunfu de Shandong na área cênica de Pearl Spring, Jinan

Um Xunfu era um importante escritório provincial imperial chinês durante as dinastias Ming (séculos XIV a XVII) e Qing (séculos XVII a XX).  Entretanto, a competência do cargo nas duas dinastias diferia consideravelmente. Durante a dinastia Ming, o cargo surgiu por volta de 1430 como uma espécie de inspetor-geral e administrador ad hoc de nível provincial; tal xunfu é geralmente traduzido como um grande coordenador.  No entanto, desde meados do século XVII, xunfu tornou-se o título de um governador provincial regular que supervisionava a administração civil na dinastia Qing. 
Em ambas as dinastias, o xunfu era subordinado em assuntos militares ao zongdu multiprovincial (總督), geralmente traduzido como "comandante supremo" sob a dinastia Ming e "governador-geral" ou "vice-rei" sob a dinastia Qing. 
A Dinastia Nguyễn do Vietnã também estabeleceu a posição (conhecida como tuần phủ ou tuần vũ; 巡撫) com base na posição contemporânea da China Qing.

## Grande Coordenador Ming
O “grande coordenador” da Dinastia Ming (1368–1644) foi uma das várias inovações institucionais promovidas pelo Imperador Xuande (r. 1425–1435).  Seguindo os precedentes estabelecidos pelos imperadores Hongwu e Yongle, que enviaram funcionários em missões civis e militares temporárias nas províncias, em setembro de 1425 Xuande nomeou funcionários para "visitar e pacificar" (xunfu) duas províncias do sul.  Cinco anos depois, mais três funcionários do governo central foram enviados para Henan, Shaanxi e Sichuan em missões semelhantes.  Há também evidências de que mais "pacificadores itinerantes" foram enviados para o campo entre 1425 e 1430, quando o cargo ainda não existia formalmente.  Em 1435, grandes coordenadores também foram enviados para províncias nas fronteiras do norte do império Ming, de Gansu, no oeste, a Liaodong, no leste.  Eventualmente, havia grandes coordenadores em cada província. 
Os grandes coordenadores também podiam assumir o comando de regiões estrategicamente importantes que não eram províncias. Em 1547, um foi enviado para coibir o contrabando e a pirataria nas costas de Fujian e Zhejiang.  Outro foi nomeado para Tianjin para proteger o acesso a Pequim em 1597 durante um ataque japonês em grande escala à Coreia. 
Os grandes coordenadores não eram membros de nenhuma agência específica e apenas recebiam comissões ad hoc sem mandato definido.  Eles administravam e supervisionavam o governo provincial coordenando o trabalho das três principais agências provinciais: a comissão de administração provincial (buzheng si; 布政司), a comissão de vigilância provincial (ancha si; 按察司) e o comissário militar regional (du si; 都司).  Como os grandes coordenadores também eram membros de alto escalão do Censo, eles tinham poderes de impeachment e acesso direto ao trono, o que os considerava "substitutos de nível provincial do imperador".  Embora fossem funcionários civis, também recebiam títulos militares quando tinham de supervisionar assuntos militares importantes. 

## Governador Qing
A Dinastia Qing (1644–1912) manteve a posição de xunfu, mas deu-lhe um significado diferente o suficiente para que os estudiosos traduzissem o Qing xunfu como "governador" em vez de "grande coordenador". 

## Dinastia Nguyễn
No Vietnã, sob a Dinastia Nguyễn, o título de Tuần phủ (巡撫), ou tuần vũ, existia como um cargo semelhante baseado na posição administrativa contemporânea Qing.  Um Tuần phủ normalmente governava uma única província e estava abaixo da autoridade de um Tổng đốc. 

### Bibliograifa
- Chan, Hok-lam (1988), «The Chien-Wen, Yung-Lo, Hung-Hsi, and Hsuan-Te Reigns, 1399–1435», in:  Frederick W. Mote; Denis Twitchett, The Cambridge History of China, Volume 7, The Ming Dynasty, 1368–1644, Part 1, ISBN 0-521-24332-7, Cambridge, England: Cambridge University Press, pp. 182–304.
- Guy, R. Kent (2010), Qing Governors and their Provinces: The Evolution of Territorial Administration in China, 1644–1796, ISBN 978-0-295-99018-7, Seattle and London: University of Washington press.
- Hucker, Charles O. (1985), Dictionary of Official Titles in Imperial China (PDF), ISBN 0-8047-1193-3, Stanford: Stanford University Press.
- ——— (1998), «Ming Government», in:  Denis Twitchett; Frederick W. Mote, The Cambridge History of China, Volume 8, The Ming Dynasty, 1368–1644, Part 2, ISBN 0-521-24333-5, Cambridge, England: Cambridge University Press, pp. 9–105.
- Jin, Runcheng (靳润成) (1996), Mingchao zongdu xunfu xiaqu yanjiu 明朝总督巡抚辖区研究 [Research on the zones of jurisdiction of supreme commanders and grand coordinators in the Ming dynasty] (em chinês), Tianjin: Tianjin guji chubanshe (天津古籍出版社).
- Wills, John E. Jr. (1998), «Relations with maritime Europeans, 1514–1662», in:  Denis Twitchett; Frederick W. Mote, The Cambridge History of China, Volume 8, The Ming Dynasty, 1368–1644, Part 2, ISBN 0-521-24333-5, Cambridge: Cambridge University Press, pp. 333–375.
- Zhang, Zhelang (張哲郎) (1995), Mingdai xunfu yanjiu 明代巡撫研究 [Research on Ming grand coordinators] (em chinês), Taipei: Wen-shi-zhe chubanshe (文史哲出版社).